# 到達目標
到達目標（とうたつもくひょう）とは、教育学上の概念で、「どうしてもこれだけは知っていなければならないもの」をさす。1966年に板倉聖宣が教育目標と学力評価の関連を考慮する際に、「方向目標」とともに用いたのが最初である。

## 概要
板倉聖宣は教育を評価するときの目標の立て方が「到達目標」と「方向目標」に区別されずにごっちゃに論じられていたので混乱を招いていたとして、教育目標を2つに分けた。「到達目標」とは「どうしてもこれだけは知っていなければならない」というもので、「方向目標」とは「できればできるほどいい」という目標である。
ここで到達目標というのは、ある限定された知識･能力が完全に身についていることが要求される目標を指す言葉である。つまり、どうしてもその目標まで到達していなければならない、という目標である。
到達目標を決めるには教師は相当の自信を持っていなければならない。逆に到達目標を設定しても子供がそれに達しないなら、それは教えることのできなかった教師の責任であるすべての子供が基本的に到達させたい中身をはっきりさせねばならない。また、本当に子供に分かる授業をしなければならない。それができて初めて教育の専門職といえる。ただし、到達目標を設定するには、それを確実に実現できる具体的な授業プランがなければならならず、そうした目標実現のための手だてなしで「到達目標」を設定することは、子供にとっても、教員にとってもイジメと同じことになってしまう。
方向目標は「あることができるだけよくできることが好ましい」という目標である。方向目標はその目標の達成が、量的、ないしは質的な達成の程度で測られるところに特徴がある。たとえば「音楽のできる者が3分の1ぐらいいればいい。でも残りの3分の2をいじめる必要はない」というような目標設定である。ある子供は音楽は優れているが、他の何かはそれほどでもないとか、そういう個性の開発のための目標である。「ここまでクラスの何パーセントの者をもっていきたい」という場合は「教師の側の到達目標」ということになる。

## 到達目標と評価
到達目標と方向目標という概念の整理が必要なのは、この目標の違いによって学力評価のしかたも違ってこなければならないからである。
到達目標での評価は、子供が目標に達すればみな満点・合格なのであって、半分できたから50点などという評価には意味がない。したがって評価は合格か不合格しかない。5段階法や100点法は尺度がはっきりしていないときだけ使うもので、これはある意味、指導者側が至らないときのみに使うものである。
到達目標として「ぜひこれだけのことを子供たちに教えたい」というようなことは、テスト結果が正規分布（ガウス分布）にならないのがあたりまえであって、目的意識的な教育活動をして、その結果の成績分布が正規分布に近いものになったとすれば、それは「その教育が教育活動として正常ではなかったのではないのか」と疑ったほうが良い。
また到達目標の達成を全員100％できるとするのはまちがいで、どんなにうまく教育したところで10％ぐらいのケアレスミスが発生するのが当然だと考えなくてはならない。従ってあらゆるケアレスミスを考慮に入れれば，クラス平均がほぼ9割になればその到達目標は十分達成されたと評価する。

## 到達目標論の意義
子どもに期待される能力や学力を方向として規定する方向目標では、対象は無限のかなたにまで広がり、教育内容を明確なものとして確定することはできない。それに対して到達目標では、子どもがある一定の目標をどれだけ確実に獲得したかどうかを正確に把握することができる。板倉は、これからの教育目標は到達目標として立てられる必要のあることを強調した。
この板倉の主張には2つの特徴があるとされる。
1. 到達目標の問題を義務教育段階の基本の目標論として考え、すべての子どもたちに確実に科学と文化を獲得させるという視点から到達目標論を位置づけている。
2. 到達目標を「何を子どもに確実に獲得させるか」という「教育内容」を明らかにする、教育内容研究の必要性と結びつけている。

板倉は「到達目標」の問題を、方向目標と並列的にならべられるものではなく、それまでの目標論を克服する意図を込めて提出した。
到達目標は学習において非常に重要である。たとえば、日本語の発音を学ぶ上で、実際にネイティブレベルで発音できる外国人の特徴の一つは、ネイティブレベルの発音が到達目標であるということである。